# バンド・デシネ

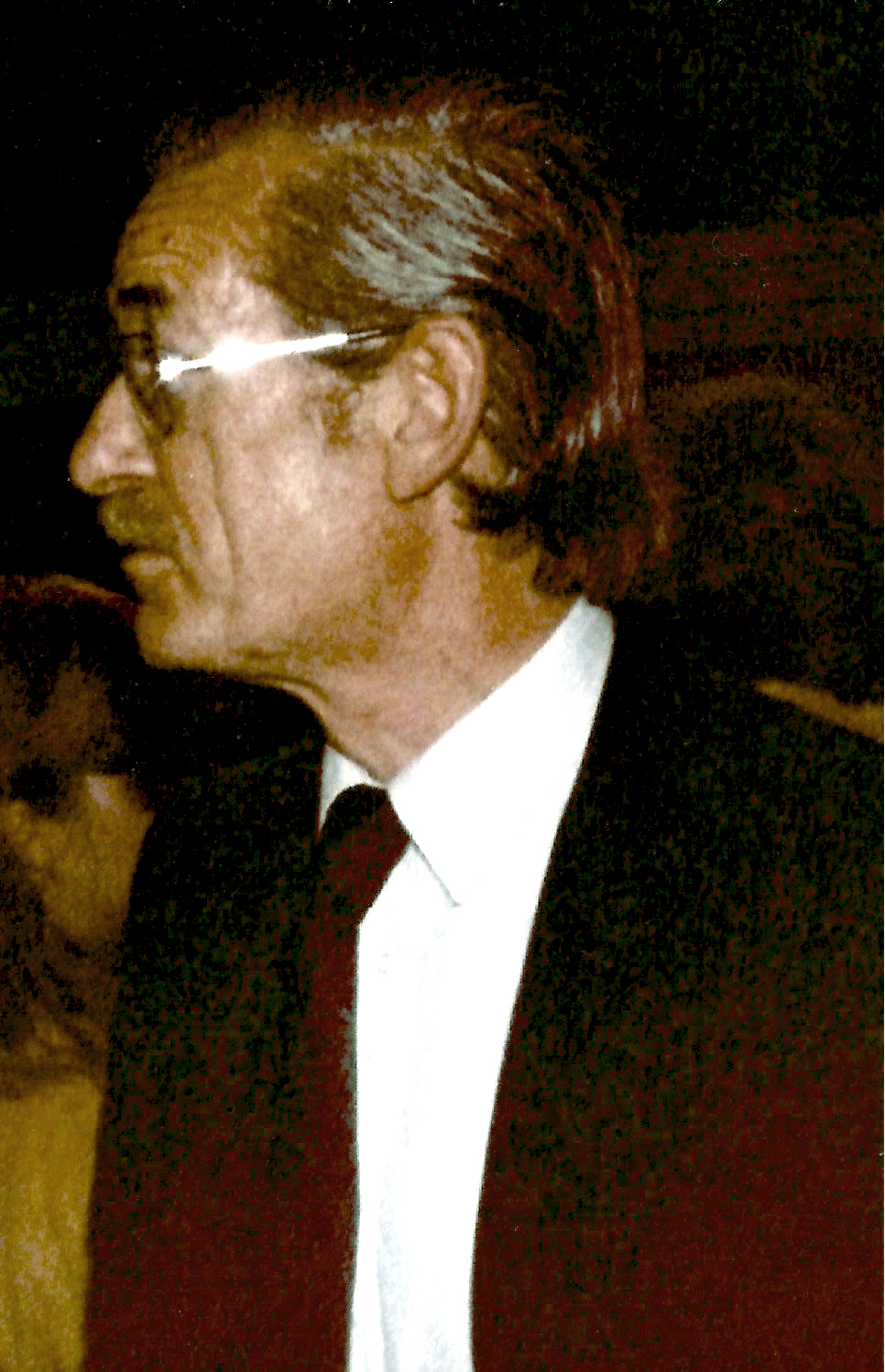
ベルギーの漫画家 Bob de Moor

バンド・デシネ（フランス語：bande dessinée）は、フランスやベルギーをはじめとするフランス語圏の漫画である。バンデシネとも呼ばれる。略称は、B.D.（ベデ）。アメリカン・コミックス、日本の漫画と並んで世界3大コミック産業の一つといわれる。
「bande dessinée」は、「描かれた帯」を意味するフランス語に基づく。意訳すると「続き漫画」であり、英語では「comic strips（コミック・ストリップ）」に相当する語である。フランス語圏で、漫画は「9番目の芸術（第九芸術）」（le neuvième art、ル・ヌヴィエム・アール、芸術に関する分類論争#芸術の分類の体系）として認識されており、批評や研究の対象となっている。

## 概要
『タンタンの冒険』などをはじめとする作品群は、世界各国の漫画やその他の芸術に大きな影響を与えている。エンキ・ビラル、メビウスなどの作者もよく知られている。1980年代以降の日本漫画の作画に革命をもたらした大友克洋はバンド・デシネを代表する作家メビウスの画風に影響を受けている。
近年では、フレデリク・ボワレらの提唱する、ヌーベルまんがという新しい動きも見られる。
カナダのケベック州やアルジェリアなどフランス語圏の漫画にも影響を与えている。

## 歴史
バンド・デシネの源流は、19世紀にスイスのフランス語圏で活躍したロドルフ・テプフェールの作品にあると考えられている。テプフェールの考案したコマ漫画形式の作品は、書籍としてフランスでも多数出版され、多くの漫画家に影響を残した。
20世紀最初の数十年で、フランス語圏の漫画は一般的には一冊の書籍としては出版されておらず、新聞や月刊雑誌上の連載作品あるいはギャグ漫画として掲載されていた。
これらの雑誌とは別に、カトリック教会は「健全かつ正しい」子供向けの雑誌を発行し配布していた。1920年にベルギーにあるアーヴェルボーデ修道院の院長が、多くの文章と少数のイラストから構成された雑誌『プティ・ベルジュ』(Petits Belges) を創刊した。
最初期の本格的なベルギーの漫画の一つは、エルジェの『タンタンの冒険旅行』である。タンタン・シリーズの第一作である『タンタンソビエトへ』は、1929年に「20世紀子ども新聞（Le Petit Vingtième、ル・プティ・ヴァンティエム）」に掲載された。この作品は後のタンタンとは全く異なり、後期の作品と比べるとその作風も単純素朴で、子供向けだった。初期のタンタン作品にはしばしば政治的に偏向した表現が含まれており、後になってエルジェを後悔させることになった。
現代に通じるフランス語圏の漫画の歴史は、ハンガリーのポール・ウィンクラーがキング・フィーチャーズ・シンジケート社との契約により1934年に創刊した、ジュルナル・ドゥ・ミッキー（Journal de Mickey、『ミッキー新聞』）誌から始まった。この書籍は週刊発行された8ページの漫画誌であり、事実上、フランス語圏で最初の漫画誌である。
この雑誌は成功し、すぐに他のあらゆる出版社が、アメリカ合衆国の連載シリーズを用いた雑誌を大量に出版し始めることになった。続く十年間は、海外から輸入された素材を用いた数百冊の雑誌が、市場の大半を占めていた。
ドイツがフランスとベルギーに侵攻すると、アメリカン・コミックの輸入は不可能になった。同様に、ナチスの見解で問題のあるキャラクターの登場する漫画は、全面的に発禁処分となった。
漫画への需要はこの時期にも存在し、孤立したフランスやベルギーの漫画界は競って新たな素材を手に入れようとした。例えば、後に『ブレイクとモーティマー（Blake and Mortimer）』を執筆したエドガー・P・ヤコブズは、ベルギーの漫画誌ブラヴォー（Bravo）で『フラッシュ・ゴードン』の最終回を即興で創作しなければならなかった。ヤコブズと共に、ジャック・ラウデ、レイモン・レディング、アルベール・ユデルゾ、ウィリー・ファンデルステーンらがブラヴォー誌でその作家人生を開始した。
ベルギーの漫画雑誌スピルーは戦前に創刊され、状況の変化を乗り切った数少ない漫画雑誌の一冊である。長期にわたりドイツにより出版を禁止され、紙不足に苦しめられたにもかかわらず、1944年にスピルーは特集号を出版した。
戦後、アメリカン・コミックは戦前ほどの出版量は回復できなかった。皮肉なことに、占領期間中も活動を続けていた多くの出版社や漫画家たちがドイツへの利敵行為を糾弾され、レジスタンスによって投獄された。
有名誌のひとつであるクール・ヴァイヨン誌（Cœurs Vaillants、15世紀フランスの商人ジャック・クールの別名にちなむ）で起きた例を挙げる。この雑誌は1929年にクルトワ修道院の院長ガストン・クルトワ（Gaston Courtois）などにより創刊された。院長は教会の支援により戦争中もこの雑誌を刊行し続けていたため、戦争協力者として告発された。院長が追放された後に共同創刊者ジャン・ピアン（Jean Pihan）はジャン・ヴァイヨンとしてこの雑誌の出版を続け、雑誌の方向性をよりユーモラスなものへ変えた。
エルジェもレジスタンスから追及された漫画家の一人だった。彼も他の漫画家たちと同様に苦労して汚名をそそぎ、1950年に創設した創作集団「ステュディオ・エルジェ」で、彼の下に集まった受講生やアシスタントたちのための指導者の役割を演じた。ステュディオ・エルジェで学んだ漫画家として、ボッブ・ド・ムール、ジャック・マルタン、ロジェ・ルルー、エドガー＝ピエール・ヤコブズがいる。これらの作家はベルジアン・コミックの特徴である清潔な描線を用いていた。
50年にわたり漫画界に大きな影響を及ぼしているレ・エディシオン・ダルゴー社やデュピュイ社を含む多くの出版社により、両国内の市場は成熟した。1950年代には、「スピルー」「ル・プティ・ヴァンティエム（Le Petit Vingtième）」「ヴァイヨン」「ピロット」や、各回完結のストーリーを特徴とした最初の漫画誌「エロイック・アルボム」などの雑誌が、現在知られている形に発展していった。これら一群の漫画誌はヨーロッパ全域で高い評価を博し、多くの国が自国の漫画に加えて、あるいはその代用品として人気を得始めた。
1960年代になると、キリスト教色をまとい、多数の文章と少数のイラストによる伝統的な形式を取っていたカトリック系漫画誌の大半は人気を失い始めた。その結果として、ピロットやヴァイヨンのような漫画誌が市場を独占し、流行のスタイルによる商業的な成功を目指す多くの新人作家らの明確な目標となっていった。
1968年以降からは、それ以前には見られなかった成人読者を対象とする漫画が登場した。マルセル・ゴトリブの作品を掲載したレコ・デ・サヴァヌ誌 (L'Écho des Savanes) やクレール・ブルテシェールの『レ・フリュストゥレ』 (Les Frustrés) がその初期に含まれる。ほかには音楽レビューと漫画を特色としていた同人誌「ル・カナール・ソヴァージュ」 (Le Canard Sauvage) がある。メビウスやフィリップ・ドリュイエ、エンキ・ビラルらの壮大なSF作品やファンタジー作品を掲載したメタル・ユルラン誌 (Métal Hurlant) は、アメリカ合衆国でヘビー・メタル誌（Heavy Metal）として翻訳出版され、大きな衝撃を与えた。この流行は1970年代から、オリジナルのメタル・ユルランが勢いを失う1980年代初めまで継続し、オリジナルのメタル・ユルランが1987年7月に休刊になった後も、本家から独立したアメリカ版メタル・ユルランが存続している。しかし、アメリカ版メタル・ユルランはオリジナルの影に過ぎないという意見も存在する。
1980年代の成人向け漫画は、セックスと暴力に満ちた陳腐な作品が大勢を占めていた。例として、この期間のヘビー・メタル誌が挙げられる。ラソシアシオン、アモク、フレオンなどのインディペンデント系出版社の出現により、1990年代にバンド・デシネの復興が始まった。これらの出版社から発行される作品は、大手出版社の通常出版物よりも絵画表現および物語表現の両面でより芸術的に洗練され、上質の装丁を施されている。この潮流は、英語圏でのグラフィックノベルとも相互に影響関係を持っている。
21世紀に入ると、日本の漫画に影響を受けたフランス語オリジナルの日本風バンド・デシネが登場し、これはマンフラ (manfra) あるいはフランガ (franga) と呼ばれている。さらに韓国漫画のマンファ、中国風漫画のマンホアなど、アジア風バンド・デシネが市場で意識されるに至っている。

## 文化としての社会的受容
バンデシネ（以下BD）の前史とされるロドルフ・テプフェールやギュスターヴ・ドレなど19世紀の絵物語は大人向けであったが、20世紀初頭より子ども向けの雑誌が主な掲載媒体になり、1960年代に「ピロット」「アラキリ（Hara-Kiri）」といった大人向けBD専門誌が登場するまで、約70年間はフランスではBDは子供のものと見なされ、厳しい検閲の対象となった（1949年に作られた「子ども向け読み物に関する法令」が現行法としてBDに適用されている）。1960年代までは、宗教上の理由、アメリカ大衆文化への警戒（BD誌にアメコミが多数掲載されていたため）、活字本離れへの警戒などからBD雑誌は悪書扱いされていたが、1970年代ころから子供の読み書きのための教育書として再評価されたものの、子供のもの＝幼稚である、という偏見は根強かった。1960年代からBDの文化的正統性を主張する知識人・文化人の動きが見られ、1971年にはソルボンヌ大学で専門の講座が誕生し、学問の対象として認知されるかにみえたが、その後廃止された。ベルギーやドイツでは大学に専門の講座があるが、フランスでは主にアカデミック外での研究が盛んである。

## 著名な作品
- タンタンの冒険 Les Aventures de Tintin （エルジェ、1929年 - 1976年）
- スピルーとファンタジオ Spirou et Fantasio （ロベール・ヴェルター、ジジェ、アンドレ・フランカン他、1938年 - ）
- スマーフ Les Schtroumpfs （ペヨ、1959年 - ）
- アステリックス Astérix le Gaulois （ルネ・ゴシニ作、アルベール・ユデルゾ画、1959年 - ）
- ブルーベリー Blueberry （ジャン・ジロー、1963年 - ）
- ヴァレリアン&ロールリンヌ Valérian et Laureline （ピエール・クリスタン（フランス語版）作、ジャン＝クロード・メジエール画、1967年 - 2018年）
- アルザック Arzach （メビウス、1975年 - 1976年）
- ヨーコ・ツノシリーズ（Roger Leloup、1978年 -）
- ニコポル三部作 La trilogie Nikopol （エンキ・ビラル、1980年 - 1993年）
- 闇の国々 Les Cités obscures  （ブノワ・ペータース作、フランソワ・スクイテン画、1983年 - ）
- 塹壕の戦争: 1914-1918 (ジャック・タルディ、1993年)
- 大発作 L'Ascension du Haut Mal （ダビッド・ベー、1996年 - 2003年）
- ブラックサッド Blacksad （フアン・ディアス・カナレス作、フアンホ・ガルニド画、2000年 - ）

## 邦訳された主な作品
この節では、これまでに日本語訳が刊行されたことのある作品のうち、代表的なものを列挙する。
- 『タンタンの冒険旅行（ハードカバー完結後にタンタンの冒険に改題）』（1983年 - 2007年）
福音館書店より20年以上かけて、草稿段階のシナリオをまとめた最終巻を含む全24巻が刊行。海外マンガの邦訳には珍しいロングセラーとなっている。これ以前の1968年に主婦の友社から「ぼうけんタンタン」シリーズとして邦訳が3冊刊行されたこともあるが、以後は続かなかった。
- 『スマーフ物語』（1985年 - 1986年）
セーラー出版より全15巻が刊行。一度絶版になるが2002年に同じ出版社から改訂要素を含む新装版が発売。
- 『謎の生命体アンカル』（1986年）
講談社がEUROPE BEST COMICシリーズと銘打ち、メビウスの代表作「謎の生命体アンカル」を含む3作品を邦訳。しかし日本の読者には受けず3作のみで撤退、邦訳は1巻分が終わった段階で未完となってしまったが、2010年小学館集英社プロダクションより原書全6巻を収録した完訳版が出版され、20数年を経て完結に至った。
- 『ニコポル三部作』（2000年 - 2001年）
エンキ・ビラルの代表作であるこのシリーズは全3巻で完結しているが、同時期に世界同時発売の一環として刊行された当時最新シリーズだった「モンスターの眠り」は原書版の続刊の遅れもあり、日本語版は1巻が出たのみで未完となっている。
- 『ブラックサッド』（2005年）
第1作「黒猫の男」、第2作「凍える少女」は早川書房より単行本として発売。3作目以降はユーロマンガに本を移して雑誌掲載という形で発表されている。
- 『ペルセポリス』（2005年）
全2巻。のちに作者が監督した同名のアニメ映画も日本公開された。
- 『BDコレクション』（2010年 - 2011年）
国書刊行会の企画したバンド・デシネ叢書。1990年代以降に登場したモノクロでページ数の多い作品がセレクトされている。
- 『岸辺露伴 ルーヴルへ行く』（2009年 - 2011年）
ルーヴル美術館とフュチュロポリス社が共同で実施してきたBDプロジェクトの第5弾。作者の荒木飛呂彦は日本人だがフランス語版が先行発売された後、翻訳された。日本語版の発行元は集英社。
- 『未来のアラブ人』（2019年）
アラブの春やシリア内戦、およびムスリム移民の増加が注目されていた2010年代に刊行された、シリア系作家による少年時代の回顧録。

## 関連書籍
- 『ユーロマンガ』（2008年 - 2013年）
飛鳥新社より発売されている、バンド・デシネの邦訳版を掲載する漫画雑誌。日本ではあまり知られていない比較的新しめの作家たちを紹介している。2018年現在休刊状態にあり、第8号まで刊行されている。

## 参考書籍
- 古永真一『ＢＤ　第九の芸術』未知谷、2010年